# Valle del Maule
Valle del Maule es una denominación de origen para vinos procedentes de la subregión vitícola homónima que se ajusten a los requisitos establecidos por el Decreto de Agricultura n.º 464 de 14 de diciembre de 1994, que establece la zonificación vitícola del país y fija las normas para su utilización como denominaciones de origen.

## Zonas y áreas
El Valle del Maule se encuadra dentro de la región vitícola del Valle Central (Chile)  y comprende la provincia administrativa de Talca (con excepción de la comuna de Río Claro), la provincia de Linares y la comuna de Cauquenes de la provincia homónima, situadas en la Región del Maule. 
Dentro de la subregión vitícola Valle del Maule se distinguen las zonas de Valle del Claro, Valle del Loncomilla y Valle del Tutuvén.

### Valle del Claro
La zona vitícola de Valle del Claro, está compuesta por seis áreas viticolas que corresponden a 8 comunas a saber:
- El área vitícola de Talca, compuesta por las comunas administrativas de Talca, Maule, y Pelarco
- El área vitícola de Pencahue, compuesta por la comuna administrativa homónima
- El área vitícola de San Clemente, compuesta por la comuna administrativa homónima
- El área vitícola de San Rafael, compuesta por la comuna administrativa homónima
- El área vitícola de Empedrado, compuesta por la comuna administrativa homónima
- El área vitícola de Curepto, compuesta por la comuna administrativa homónima

### Valle del Loncomilla
La zona vitícola de Valle del Loncomilla, está compuesta por siete áreas vitícolas que corresponden a 9 comunas a saber:
- El área vitícola de San Javier, compuesta por la comuna administrativa homónima
- El área vitícola de Villa Alegre, compuesta por la comuna administrativa homónima
- El área vitícola de Parral, compuesta por la comuna administrativa homónima
- El área vitícola de Linares, compuesta por la comuna administrativa homónima
- El área vitícola de Colbún, compuesta por la comuna administrativa homónima
- El área vitícola de Longaví, compuesta por la comuna administrativa homónima
- El área vitícola de Retiro, compuesta por la comuna administrativa homónima

### Valle del Tutuvén
Finalmente, la zona vitícola de Valle del Tutuvén, está compuesta por un área vitícola que corresponde a la comuna de Cauquenes.

## Viticultura
De acuerdo al Catastro Frutícola Nacional 2015 y al Catastro Vitícola Nacional del año 2014, la Región del Maule posee 53.716,31 ha de viñedos, de los cuales  53.496,51 ha corresponden a viñedos vitícolas y solo 219,8 ha a viñas para uva de mesa, es decir 0,4%, siendo esta la región más al sur que produce este tipo de cultivo como fruta. Considerando sólo los cultivos vitícolas a nivel regional, las variedades blancas alcanzan a 14.633,65 ha, mientas que las tintas llegan a 38.862,86 ha.
Las comunas que componen la subregión vitícola Valle del Maule cuentan con 32.694,77 ha de viñas vitícolas, siendo las plantaciones de Carménère de las más antiguas. 

### Viníferas blancas
En las comunas que componen la subregión vitícola de Valle del Maule hay 6.633,33 ha de superficie dedicadas a las variedades blancas (20%).
Las variedades blancas que se cultivan actualmente en subregión vitícola de Valle del Maule son 24: Albariño, Albilla, Blanca ovoide, Chardonnay, Chasselas, Chenin Blanc, Cristal,  Gewürztraminer, Marsanne, Moscatel amarilla, Moscatel de Alejandría, Moscatel negra, Mocatel rosada (pastilla), Pedro Jiménez, Pinot blanc, Pinot gris,  Riesling, Roussanne, Sauvignon gris, Sauvignon vert, Semillón, Torontel, Viognier,  Sauvignon Blanc, de este último es la variedad blanca más extendida con 2.572,82 ha.

### Viníferas tintas
Los cultivos de variedades viníferas tintas poseen una superficie de 26.061,44 ha, es decir, el 60% de la superficie vitícola en toda la subregión vitícola de Valle del Maule.
Las variedades tintas son 31 distintas, a saber: Aglianico, Alicante Bouschet, Barbera, Barroca, Belza, Cabernet Franc,  Carignan, Carménère, Cinsault, Malbec, Gamay, Garnacha, Graciano, Lacrimae Christi, Marselán,  Mencía, Merlot, Monastrell, Nebbiolo, Misión (país), Petit Verdot, Petit Syrah, Pinot Noir,  Portugais bleu, Sangiovese, Syrah, Tannat, Tempranillo, Tintoreras,  Touriga Nacional y Cabernet Sauvignon que es la variedad tinta más cultivada con 11.010,69 ha